# Chorlton (Cheshire West and Chester)
Pour les articles homonymes, voir Chorlton.
Chorlton est une paroisse civile et un village du Cheshire, en Angleterre.